# Carta de Kiev

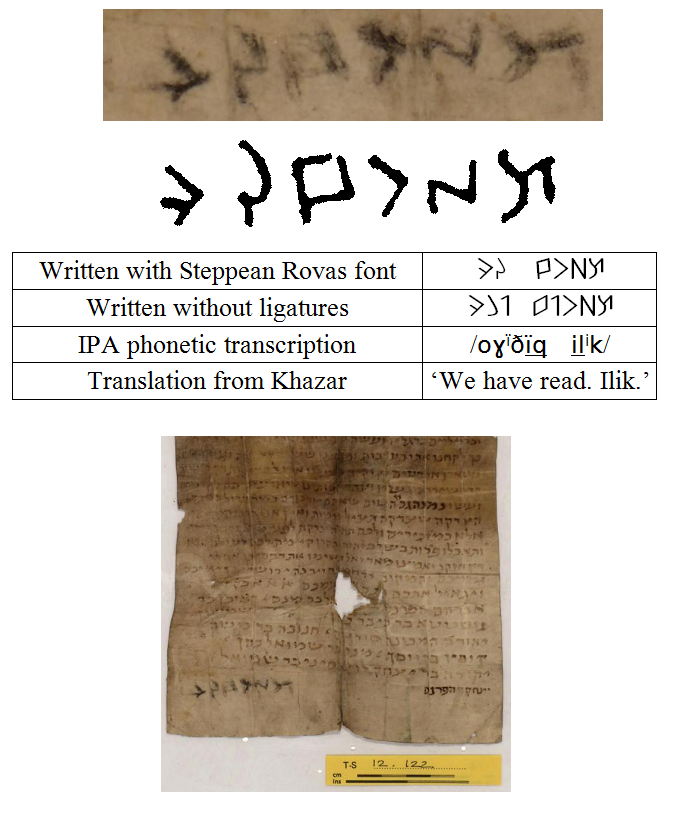
Colección de la Carta de Kiev escaneada: [http://www.lib.cam.ac.uk/ Biblioteca de la Universidad de Cambridge

La Carta de Kiev es una carta de principios del siglo X (ca. 930) escrita por la comunidad judía jázara de Kiev, el documento más antiguo procedente de la Rus de Kiev. La carta, una recomendación en idioma hebreo escrita por un miembro de la comunidad, era parte de una enorme colección traída a Cambridge por Solomon Schechter de la Geniza del Cairo. Fue descubierta en 1962 durante una investigación sobre los documentos de la Geniza realizada por Norman Golb de la Universidad de Chicago. La carta está fechada por la mayoría de los estudiosos alrededor de 930. Algunos creen (sobre la base de la naturaleza "suplicante" del texto) que la carta data de una época en que los jázaros ya no eran un poder dominante de la política de la ciudad.

## Significado histórico
Algunos estudiosos apuntan al distrito de Podil de Kiev llamado Kozare por los jázaros, lo que indica que algunos jázaros túrquicos vivían en la ciudad. Los jázaros aparentemente tuvieron un papel significante en la vitalidad económica de la ciudad, importando caviar, pescado y sal para Kiev.
De este modo, un primer vistazo nos sugiere que el control jázaro sobre Kiev, de un modo y otro, continuó en el siglo X, bastante después de la fecha tradicional de su conquista por Oleg de Nóvgorod, 882. Por otro lado, de la carta se extrae que las autoridades jázaras podían hacer poco por ayudar a la comunidad judía de Kiev; la carta en sí acabó en Egipto, por lo que el agraviado remitente tuvo que buscar fortuna más allá en su búsqueda de ayuda. La identidad y estatus del remitente, un funcionario turcófono, permanece resulta ambigua. Parecería como si la carta se hubiera escrito en un tiempo en el que el poder judío jázaro se había desvanecido no solo en Kiev, sino también en su patria (en algún momento del siglo XI).

## Significado lingüístico
Los lingüistas están interesados en la carta porque los nombres de los miembros de la comunidad son de origen túrquico, eslavo y hebreo (por ejemplo, nombres como Hanukkah, Yehudah, Gostata y Kiabar). Existe cierto grado de desacuerdo sobre si estos judíos eran israelitas que habían tomado nombres locales o si sus nombres indicaban un origen túrquico o eslavo. El debate se ve complicado por la presencia del nombre Kiabar Kohen. De acuerdo a Omeljan Pritsak, este nombre indica que jázaros no israelitas adoptaron el estatus de Kohen, probablemente porque habían formado una casta de sacerdotes preconvertidos, incluyendo a prominentes rabinos, que habían tomado nombres arameos, persas, árabes, griegos o alemanes.

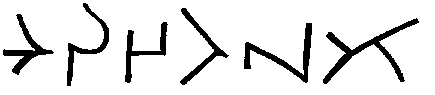
La inscripción en runas turcas en la Carta de Kiev.

La carta contiene el único registro escrito del idioma jázaro existente a día de hoy, la frase de una palabra "lo he leído". Parece que sea como una fórmula de aprobación de un magistrado jázaro (se han hallado inscripciones similares, en latín y griego en el Imperio Bizantino en el mismo periodo.)